# (65091) Saramagrin
(65091) Saramagrin est un astéroïde de la ceinture principale.

## Description
(65091) Saramagrin est un astéroïde de la ceinture principale. Il fut découvert le 1er février 2002 à Cima Ekar par le programme Asiago-DLR Asteroid Survey. Il présente une orbite caractérisée par un demi-grand axe de 2,37 UA, une excentricité de 0,08 et une inclinaison de 7,2° par rapport à l'écliptique.

## Compléments